# Illja Nyžnyk
Illja Nyžnyk (in ucraino Ілля Ігорович Нижник?, traslitterato come Illya Nyzhnyk secondo lo stile anglosassone; Vinnycja, 27 settembre 1996) è uno scacchista ucraino, Grande maestro.
Si mise in luce nel 2007, già all'età di 10 anni, vincendo il torneo B dell'open di Mosca con il punteggio di 8½ su 9 ed una performance Elo di 2633 punti. Nel 2009 ottiene il titolo di Maestro Internazionale e nel 2010 diventa Grande maestro all'età di 14 anni e 3 mesi.
Ha raggiunto il record personale nel rating FIDE nel maggio 2022, con 2692 punti Elo, 1º ucraino e 45º al mondo.
È molto forte nel gioco lampo, tanto da tenere testa ad affermati Grandi Maestri.

## Principali risultati
- 2007
  - vince il Campionato europeo giovanile di scacchi under-12
  - =1º nel campionato del mondo under-12 (2º per lo spareggio Bucholz)

- 2008

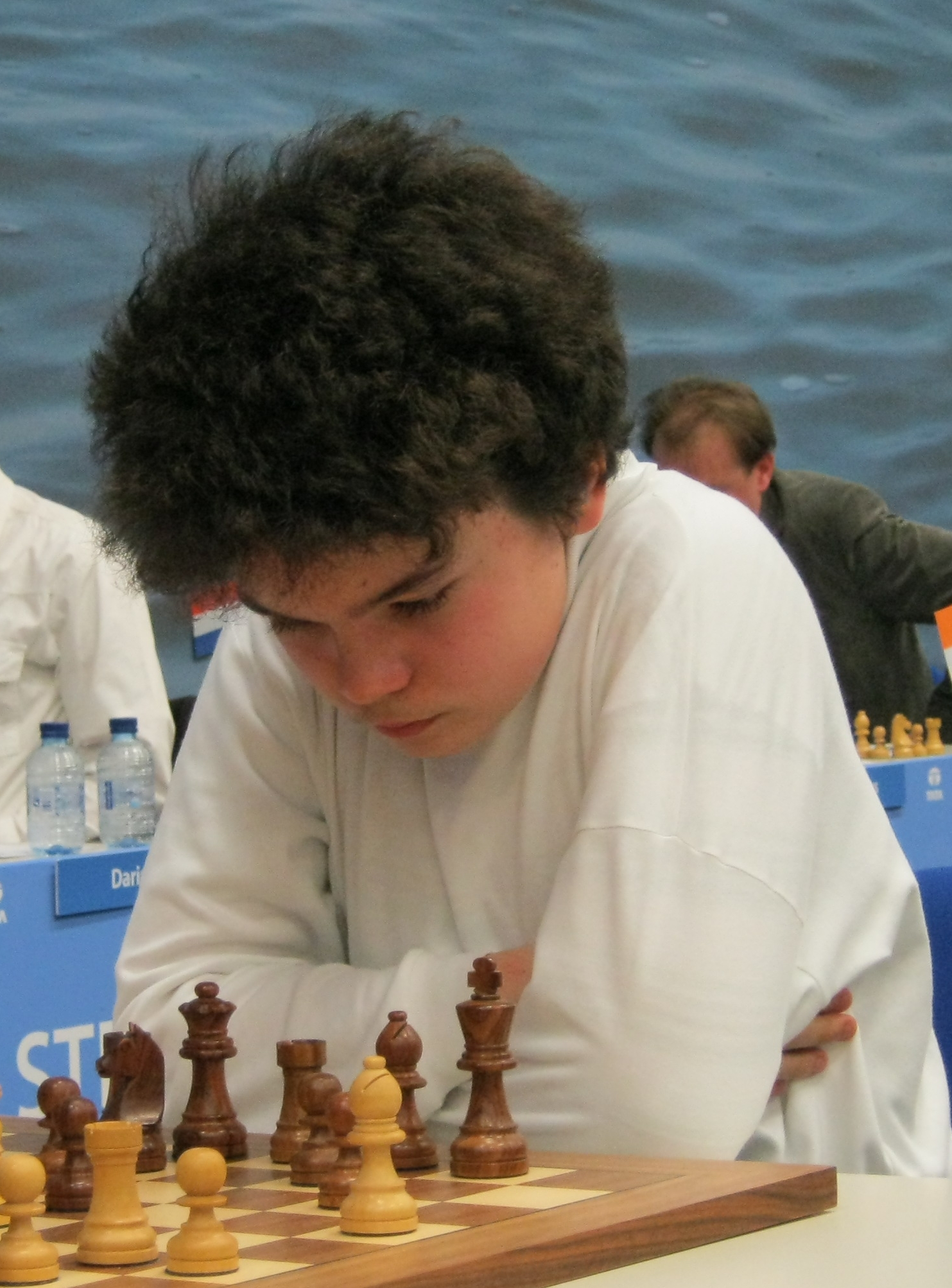
Illja Nyžnyk nel 2011

  - vince il Nabokov Memorial di Kiev con 8½ su 11, realizzando la prima norma di Grande Maestro
  - vince all'età di 12 anni il Campionato europeo giovanile di scacchi under-16
  - in giugno vince il campionato ucraino a squadre con il PVK Kievchess[3]
  - partecipa al Campionato ucraino assoluto classificandosi 12º,  con una performance di 2594 punti Elo
- 2009 - in dicembre vince il festival di Groninga davanti a molti grandi maestri, con una performance di 2741 punti Elo, realizzando la seconda norma di Grande Maestro
- 2010
  - in gennaio è =1º-5º nello Staufer Open di Schwäbisch Gmünd con 7½ su 9 (296 giocatori tra cui molti GM e IM)
  - in aprile vince a Charkiv il campionato ucraino under-20, con 9½ su 11
  - in dicembre è =1º-6º al festival di Groninga (secondo per il Bucholz), realizzando, all'età di 14 anni e tre mesi, la terza e definitiva norma di Grande Maestro.[4]
- 2011
  - in gennaio è 2º dietro a Daniele Vocaturo nel Gruppo C del prestigioso torneo di Wijk aan Zee.[5]
- 2014
  - in luglio è =1º-2º nel 42º World Open di Arlington[6].

- 2017
  - in marzo vince le Final Four del Campionato Universitario statunitense con la Webster University[7].

- 2018
  - in luglio è 1º in solitaria con 7,5 punti su 9 nel 46º World Open di Filadelfia vincendo oltre 20.000$[8].
  - in ottobre è 2º nella Spice Cup superato da Jorge Cori Tello nella finale partita Armageddon[9].

- 2019
  - in aprile vince ancora le Final Four del Campionato Universitario statunitense con la Webster University[10].
  - in giugno vince a Las Vegas il National Open con 7 punti su 9[11].
  - in agosto vince a Orlando in Florida con 8 /9 il 120º Campionato statunitense open[12].
  - in dicembre vince a Saint Louis il torneo Thanksgiving Open[13].

- 2020
  - in settembre vince ancora le Final Four del Campionato Universitario statunitense con la Webster University, questa volta online con cadenza Blitz[14].
  - in ottobre vince a Chesterfield (Missouri) la Spice Cup con 7,5 punti su 9[15].